# John W. Reynolds
John Whitcome Reynolds Jr. (Green Bay, 4 aprile 1921 – Milwaukee, 6 gennaio 2002) è stato un politico e giudice statunitense.
Dopo essere stato procuratore generale del Wisconsin, venne eletto come 36º governatore del Wisconsin, carica che ricoprì dal 1963 al 1965. In seguito divenne giudice del tribunale distrettuale degli Stati Uniti per il distretto orientale del Wisconsin (1965-2002).